# Pareas tigerinus
Pareas tigerinus — вид неотруйних змій родини Pareidae. Описаний у 2023 році.

## Поширення
Ендемік Китаю. Виявлений у Сішуанбаньна-Дайській автономній префектурі у провінції Юньнань на крайньому півдні країни.